# Giuseppe Andrews
Giuseppe Andrews (* 25. April 1979 in Key Largo, Florida, USA; eigentlich: Joey Andrews) ist ein US-amerikanischer Schauspieler, Regisseur und Drehbuchautor.

## Leben
Er wurde zwar als Joey Andrews geboren, änderte seinen Vornamen in Anlehnung an den italienischen Komponisten Giuseppe Verdi in Giuseppe, da er der Meinung war, dass der Name Joey zu jung und unseriös klinge. Nach der Scheidung seiner Eltern begann sich Andrews vermehrt für die Schauspielerei zu interessieren. Darum zog er mit seinem Vater nach Los Angeles.
1989 bekam er seine erste Nebenrolle in Randal Kleisers Drama Das verflixte Erste Mal. Seit diesem Zeitpunkt stand er in zahlreichen Kino- und Fernsehproduktionen vor der Kamera.
Neben der Schauspielerei wirkt er auch in Werbespots mit.

## Filmografie

### Filme
- 1989: Das verflixte erste Mal (Getting It Right)
- 1993: 12:01
- 1995: Sleepstalker
- 1995: Rusta – Planet der Tränen (White Dwarf)
- 1995: Entfesselte Helden (Unstrung Heroes)
- 1996: Independence Day
- 1998: Pleasantville
- 1998: American History X
- 1998: David and Lisa
- 1999: Student Affairs
- 1999: Touch Me in the Morning
- 1999: Ganz normal verliebt (The Other Sister)
- 1999: Ungeküsst (Never Been Kissed)
- 1999: Detroit Rock City
- 2002: Local Boys
- 2002: Cabin Fever
- 2004: Dribble
- 2004: Tater Tots
- 2005: Neo Ned
- 2005: Tweek City
- 2005: 2001 Maniacs
- 2006: Period Piece
- 2007: The Go-Getter
- 2007: Homo Erectus
- 2007: Careless
- 2007: Look
- 2007: 2001 Maniacs: Beverly Hellbillys
- 2009: Cabin Fever 2

### Fernsehserien
- 1999–2001: Ein Trio zum Anbeißen